# Lotofaga

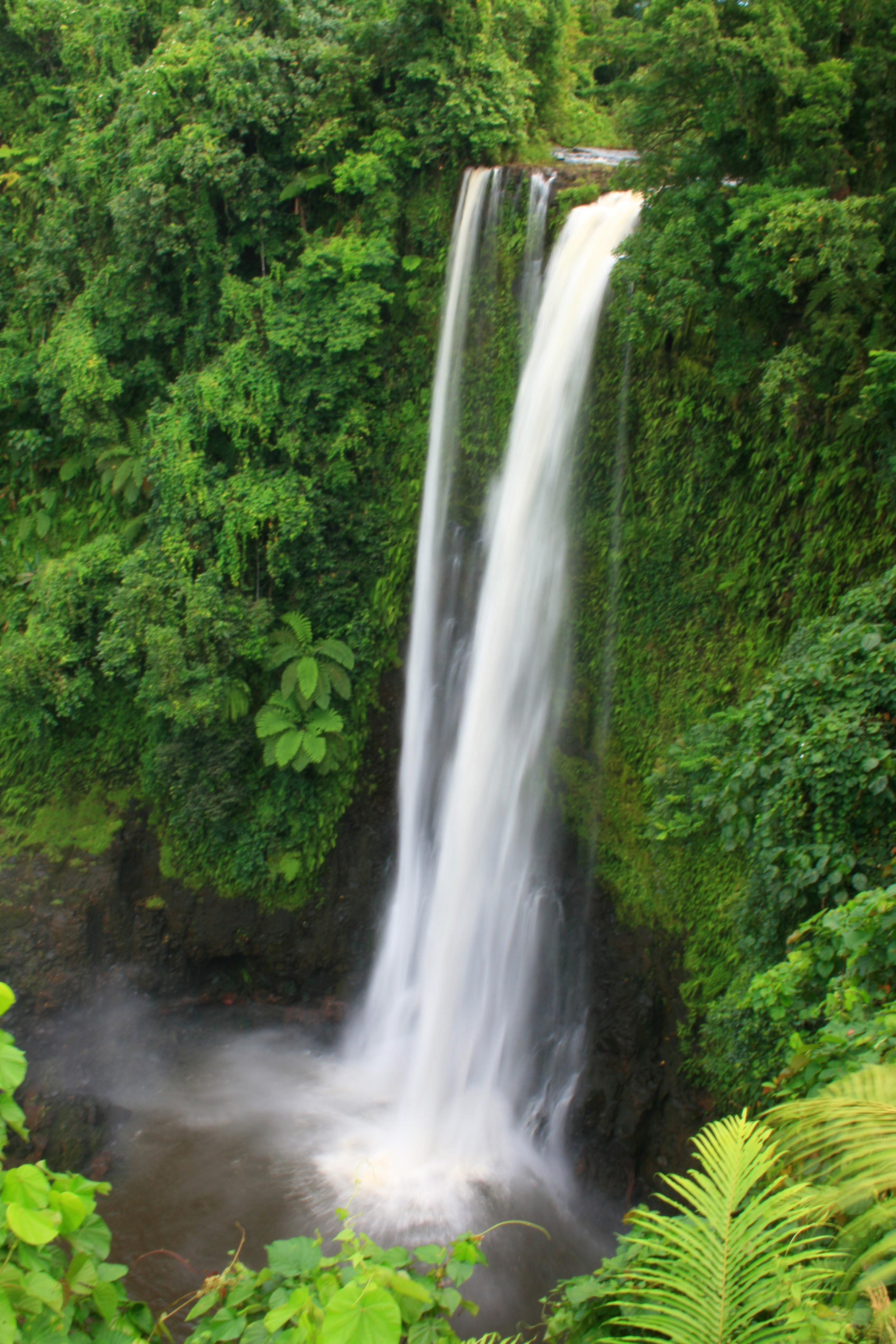
Cascada de Lotofaga.

Lotofaga es un pueblo ubicado al sur de la isla de Upolu en Samoa. Lotofaga también es el nombre de un distrito electoral que incluye el pueblo de Lotofaga y otros dos pueblos, Vavau y Matatufu. El pueblo y el distrito electoral se encuentran dentro del distrito político de Atua.
En el censo de 2011, la población del pueblo de Lotofaga era de 1055 habitantes, mientras que el distrito electoral tenía 1869 habitantes.

## Políticas
El primer ministro de Samoa, Fiame Mata´afa Faumuina Mulinu´u II ( 5 de agosto de 1921- 20 de mayo de 1975)es el jefe supremo de la política introducido en las elecciones generales de 1957 de la Circunscripción Electoral de Lotofaga. Su mujer era Laulu Fetauimalemau Mata'afa, quien le fue otorgado el título de jefe Laulu , también de Lotofaga. Cuando su marido murió en 1975, Laulu Fetauimalemau Mata'afa introdujo la política, ganando el asiento Lotofaga en el mismo año y convirtiéndose en la segunda mujer en Samoa que se convirtió en un miembro del Parlamento. Su hijo, Fiame Naomi Mata'afa un alto jefe con el título de jefe Fiame una vez en manos de su padre, fue el miembro del parlamento de Lotofaga durante muchos años y  también es un alto miembro del Consejo de Ministros en la Asamblea Legislativa de Samoa.  

## Arqueología

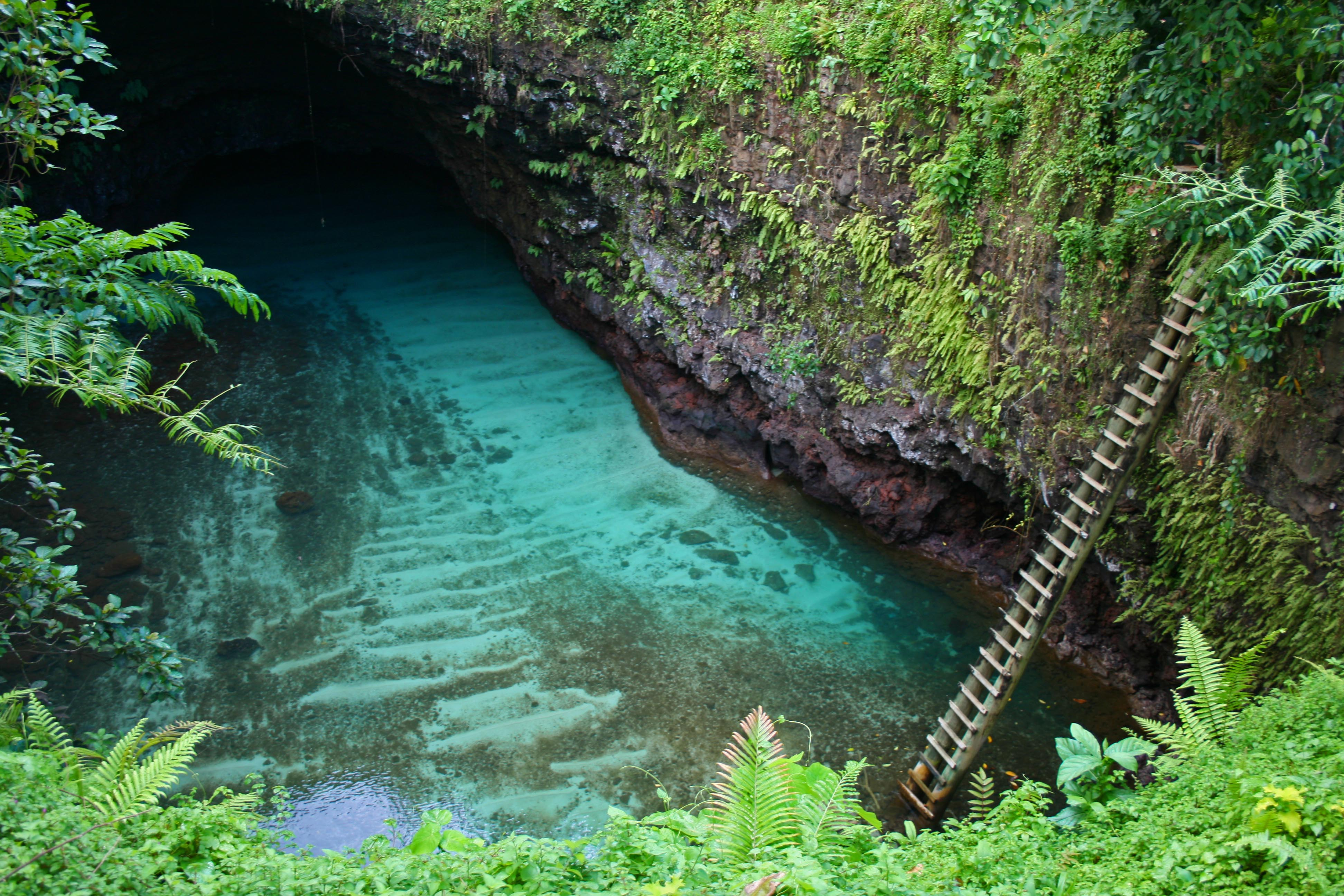
Océano Sua, Samoa

Durante el 1960, los arqueólogos investigaron la solución de las Islas del Pacífico y se descubrió un asentamiento prehistórico tierra adentro desde Lotofaga en un área marcada Tafagamanu Sand. La fecha obtenida del depósito cultural fue 735 ± 85 años BP. Tafagamanu Sand es un nombre geológico dado a la playa y canto playa depósitos de arena de carbonato se presenta hasta los 2 metros por encima del nivel del mar.